# Гальбергмос
Гальбергмос (нім. Hallbergmoos) — громада в Німеччині, розташована в землі Баварія. Підпорядковується адміністративному округу Верхня Баварія. Входить до складу району Фрайзінг.
Площа — 35,06 км2. Населення становить 11 148 ос. (станом на 31 грудня 2020).